# إيجل بيترسن
إيجل بيترسن هو فقيه لغة نرويجي، ولد في 4 مارس 1922، وتوفي في 27 نوفمبر 2010.